# Eat Me, Drink Me
Eat Me, Drink Me je název šestého alba skupiny Marilyn Manson z roku 2007.
Při prvním poslechu se nezdá, že by album pocházelo skutečně od Mansona. Většina písniček jsou pomalejší skladby („Just a Carcrash Away“). Manson řekl, že zachycuje jeho intimní období rozchodu s Ditou Von Teese a nového vztahu s Evan Rachel Woodovou a také že na Eat Me, Drink Me chtěl skutečně zazpívat, což se mu podle mnoha hudebních kritik povedlo.
Prvním singlem je „Heart-Shaped Glasses (When The Heart Guides The Hand)“.
Název alba prý pochází ze skutečné události, když si jeden Němec podal inzerát, že chce být sněden a druhý muž, který na inzerát odpověděl, ho opravdu snědl.

## Seznam skladeb
1. „If I Was Your Vampire“
2. „Putting Holes In Happiness“
3. „The Red Carpet Grave“
4. „They Said That Hell's Not Hot“
5. „Just a Car Crash Away“
6. „Heart-Shaped Glasses (When The Heart Guides The Hand)“
7. „Evidence“
8. „Are You The Rabbit?“
9. „Mutilation Is The Most Sincere Form Of Flattery“
10. „You And Me And The Devil Makes 3“
11. „Eat Me, Drink Me“